# Роуд Ајланд
Роуд Ајланд (енгл. Rhode Island), службено Држава Роуд Ајланда (енгл. The State of Rhode Island), најмања је држава САД те држава са другом највећом густином насељености. Део је регије Нова Енглеска на североистоку САД. То је прва држава у Северној Америци која је прогласила независност од Британије, а истовремено последња од „првих 13 америчких колонија“ која је ратификовала Устав Сједињених Држава.
Граничи се са Масачусетсом на северу и истоку, Конетикатом на западу, а на југу излази на Атлантски океан и има поморску границу са Њујорком.
Главни и највећи град је Провиденс, а други већи градови су Ворвик, Кренстон и Потакет.
Раније се звала Држава Роуд Ајленда и Провиденс Плантажа. Гласачи у држави одобрили су у новембру 2020. амандман на устав државе, скидајући са имена контроверзно "и Плантаже Провиденс", за које су неки тврдили да вређа Афроамериканце у држави због историјске везе речи плантажа са робовласништвом (мисли се на плантаже памука које су често запошљавале црне робове до америчког грађанског рата).

## Окрузи
Роуд Ајланд се састоји из 5 округа.
| Округ     | Седиште        | Површина | Становништво | Локација |
| --------- | -------------- | -------- | ------------ | -------- |
| Бристол   | Бристол        | 62       | 50.818       |          |
| Вашингтон | Саут Кингстаун | 852      | 130.592      |          |
| Кент      | Ист Гринвич    | 435      | 170.715      |          |
| Њупорт    | Њупорт         | 264      | 85.264       |          |
| Провиденс | Провиденс      | 1.059    | 658.221      |          |

## Демографија
| 1900.   | 1910.   | 1920.   | 1930.   | 1940.   | 1950.   | 1960.   | 1970.   | 1980.   | 1990.     | 2000.     | 2010.     |
| ------- | ------- | ------- | ------- | ------- | ------- | ------- | ------- | ------- | --------- | --------- | --------- |
| 428.556 | 542.610 | 604.397 | 687.497 | 713.346 | 791.896 | 859.488 | 946.725 | 947.154 | 1.003.464 | 1.048.319 | 1.052.567 |